# 5969 Ryuichiro
Az 5969 Ryuichiro (ideiglenes jelöléssel 1991 FT) a Naprendszer kisbolygóövében található aszteroida. Tsutomu Seki fedezte fel 1991. március 17-én.